# Scleroprocta oosterbroeki
Scleroprocta oosterbroeki là một loài ruồi trong họ Limoniidae. Chúng phân bố ở miền Cổ bắc.